# Albert Karel van Saksen

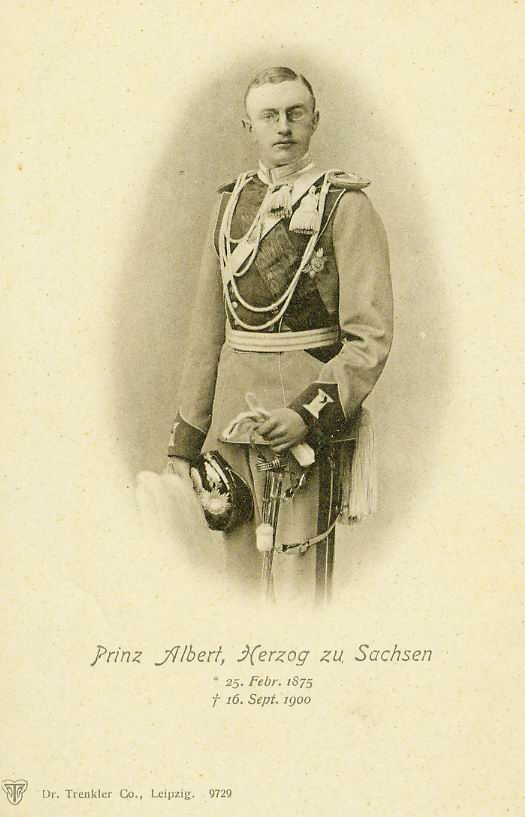
Prins Albert

Albert Karel Anton Lodewijk Willem Victor van Saksen (Dresden, 25 februari 1875 - Schönwölkau, 16 september 1900) was een Saksische prins uit het Huis Wettin.
Hij was de jongste zoon van George I van Saksen en Maria Anna van Portugal. Aan zijn leven kwam een einde toen hij onderweg met zijn rijtuig in botsing kwam met het rijtuig dat werd bestuurd door Miguel Maximiliano van Bragança, waarbij zijn rijtuig over de kop sloeg en hij aan zijn verwondingen overleed. Er was meteen sprake van geruchten als zou Miguel opzettelijk Karel Alberts rijtuig hebben aangereden, maar deze geruchten zijn nooit bevestigd.